# The Pictures Generation

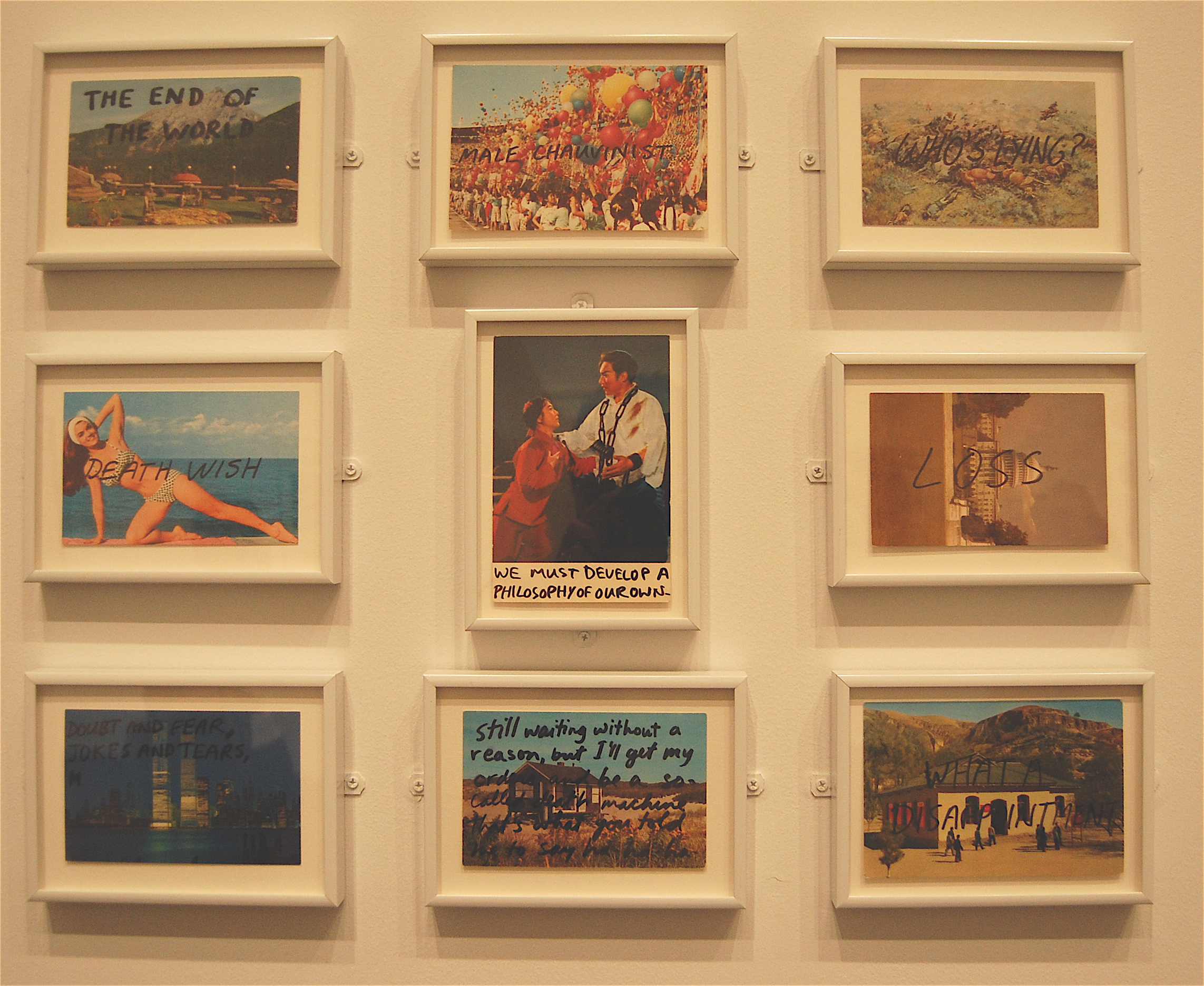
Paul McMahon, Written on Postcards [Installation view], 1973-1974 The Pictures Generation, 1974-1984, au The Metropolitan Museum of Art

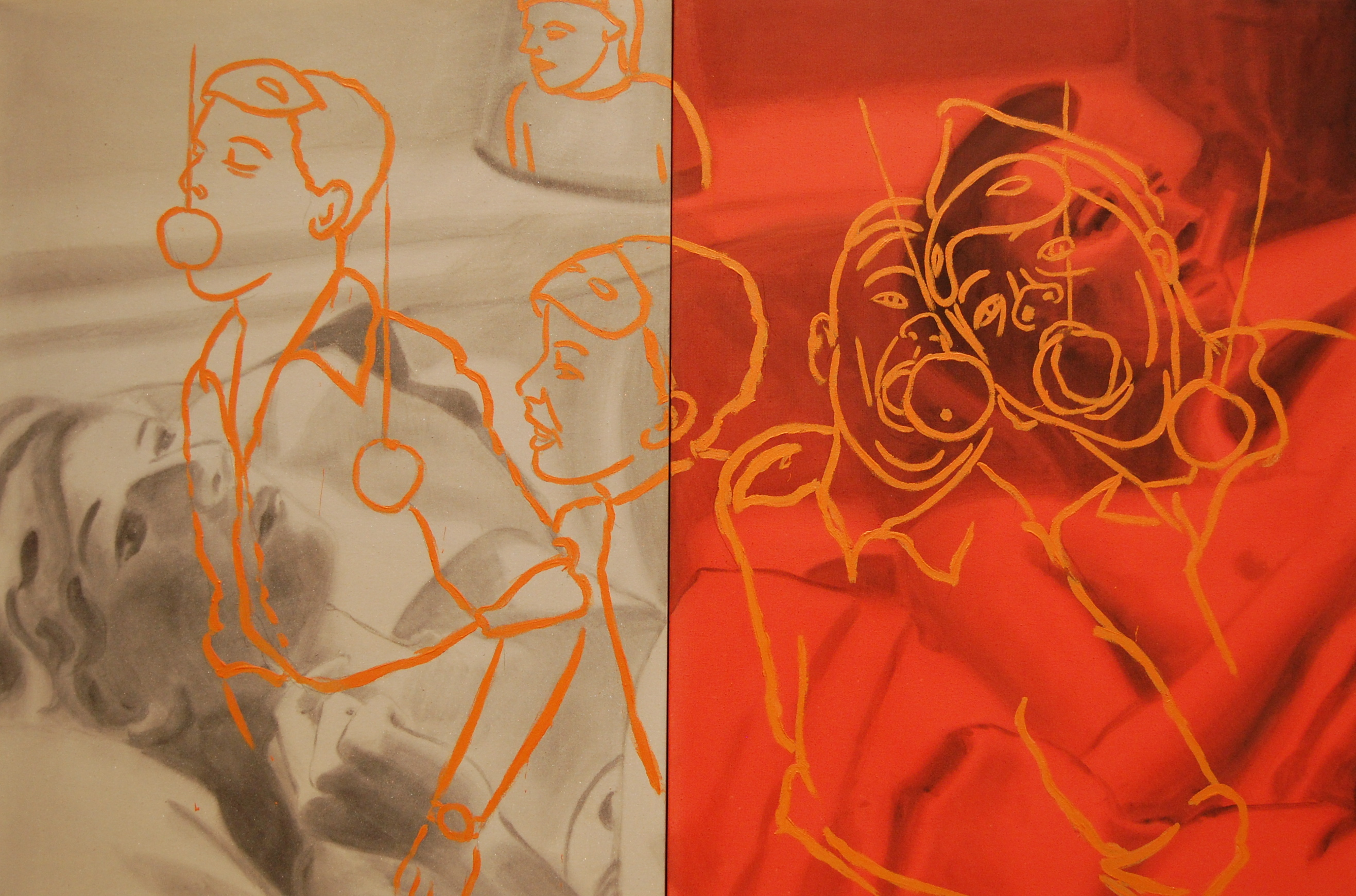
David Salle, We'll Shake the Bag, 1980 The Pictures Generation, 1974-1984, au The Metropolitan Museum of Art

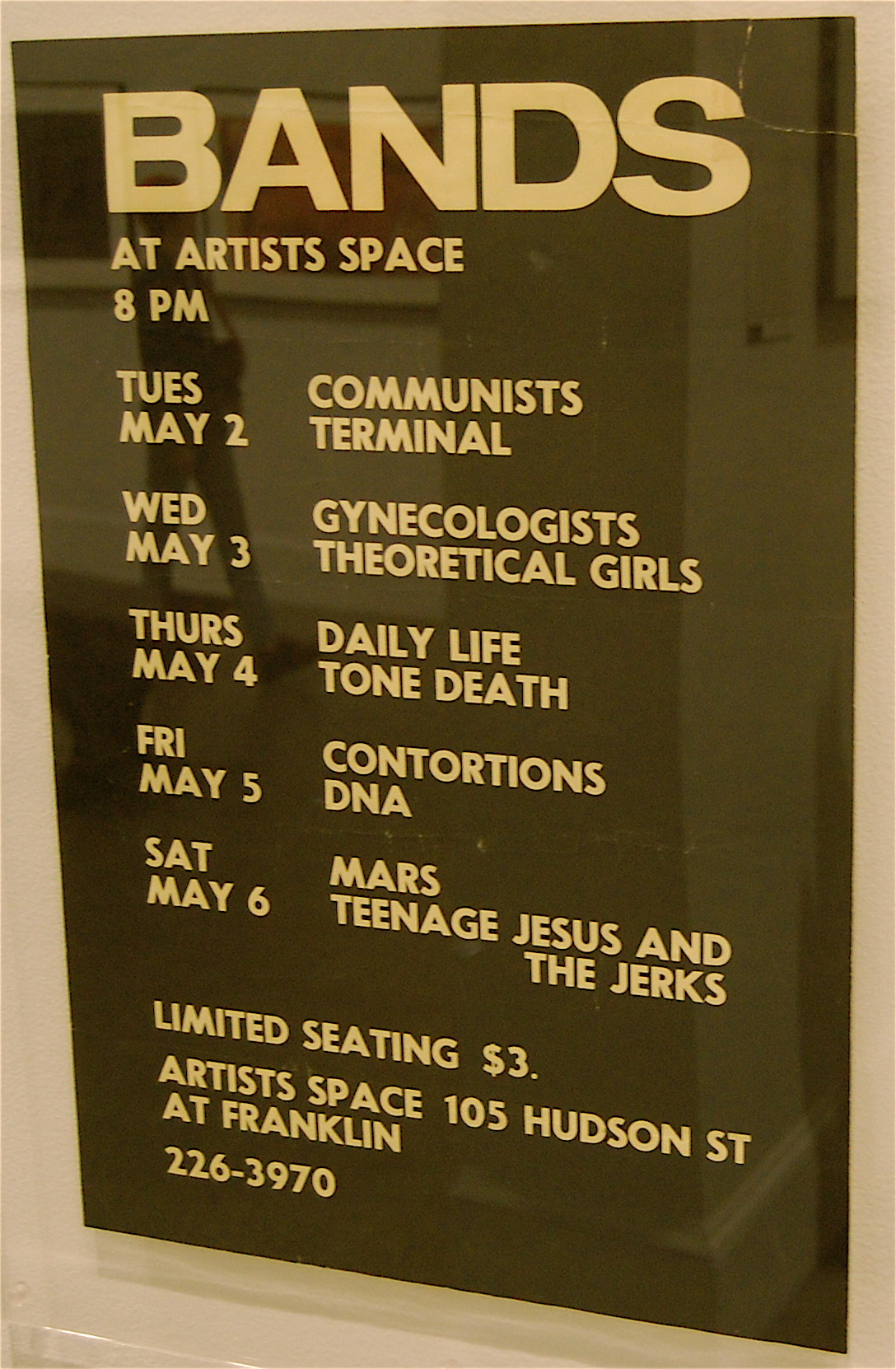
The Pictures Generation, 1974-1984, aa The Metropolitan Museum of Art

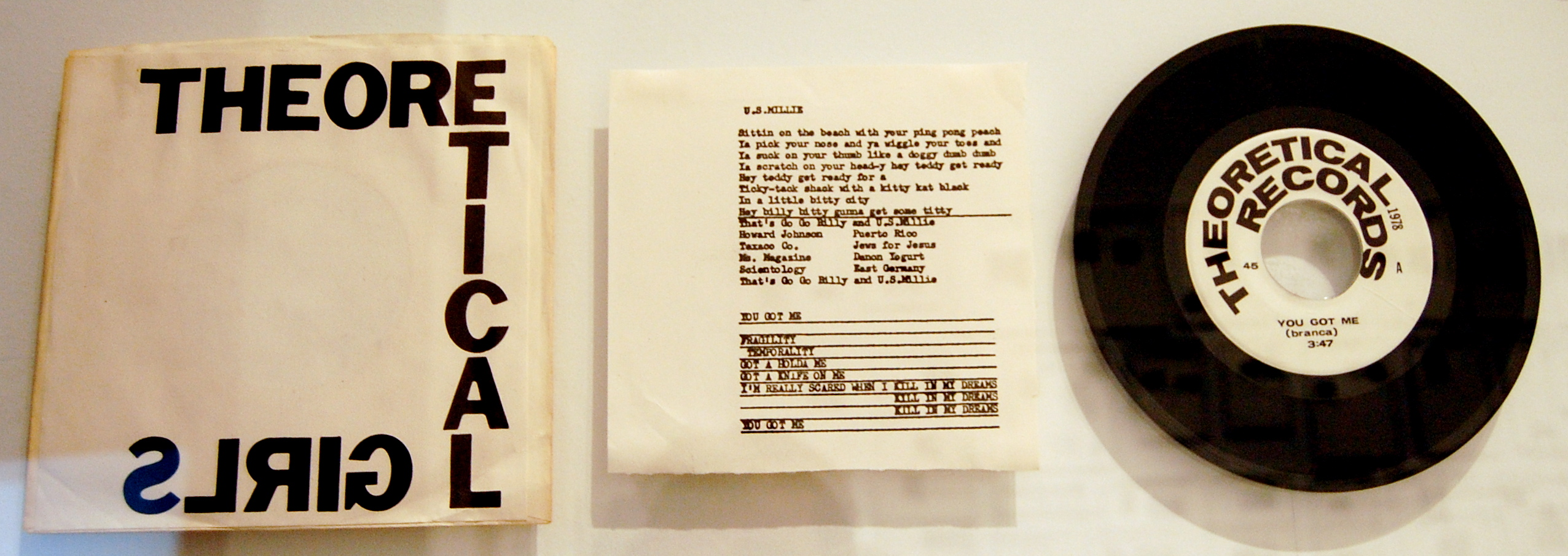
Theoretical Girls, "U.S. Mille" b/w "You Got Me" (7-inch), 1978 The Pictures Generation, 1974-1984, au The Metropolitan Museum of Art

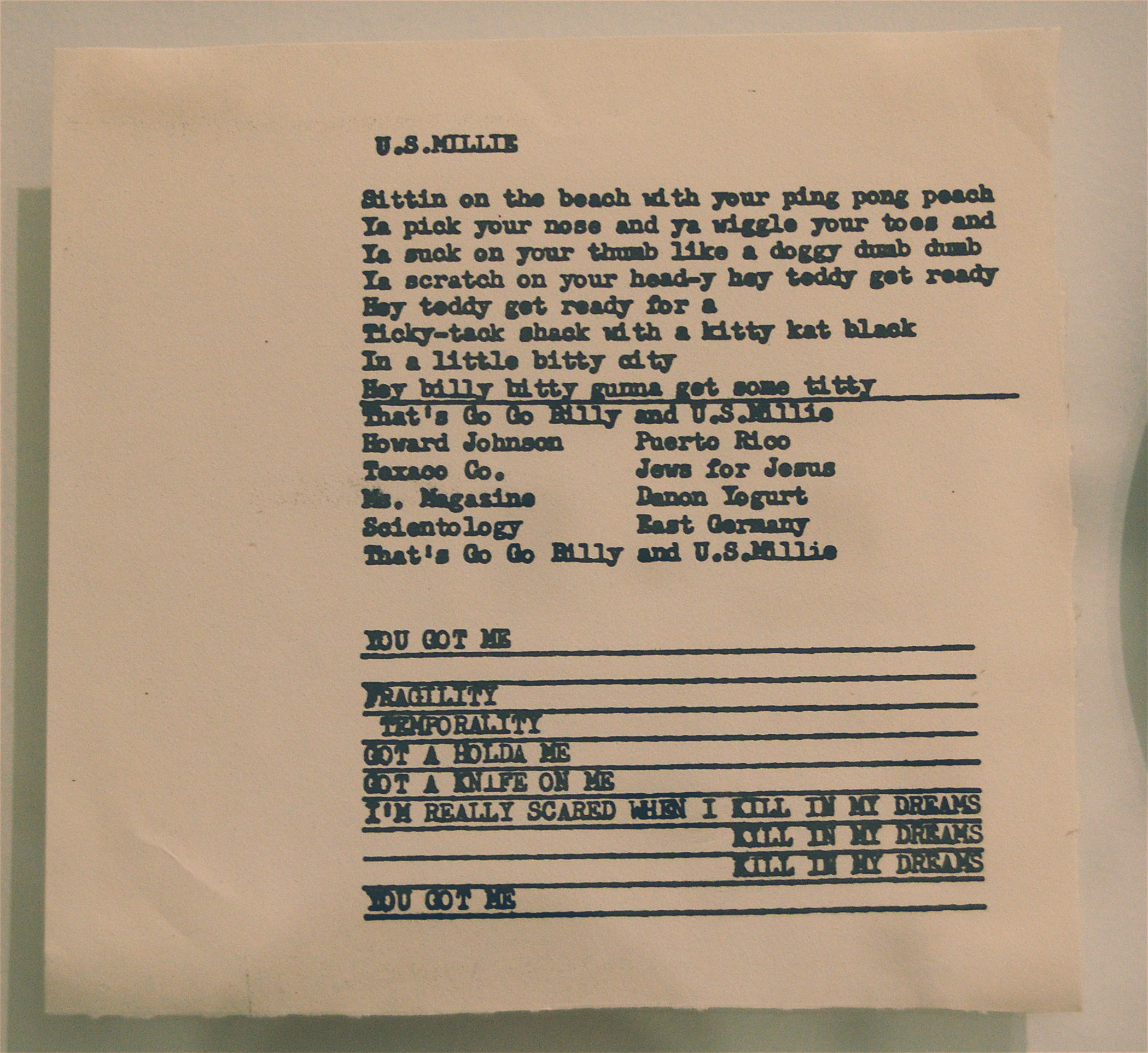
Theoretical Girls, [Detail] "U.S. Mille" b/w "You Got Me" (7-inch), 1978 The Pictures Generation, 1974-1984, au Metropolitan Museum of Art

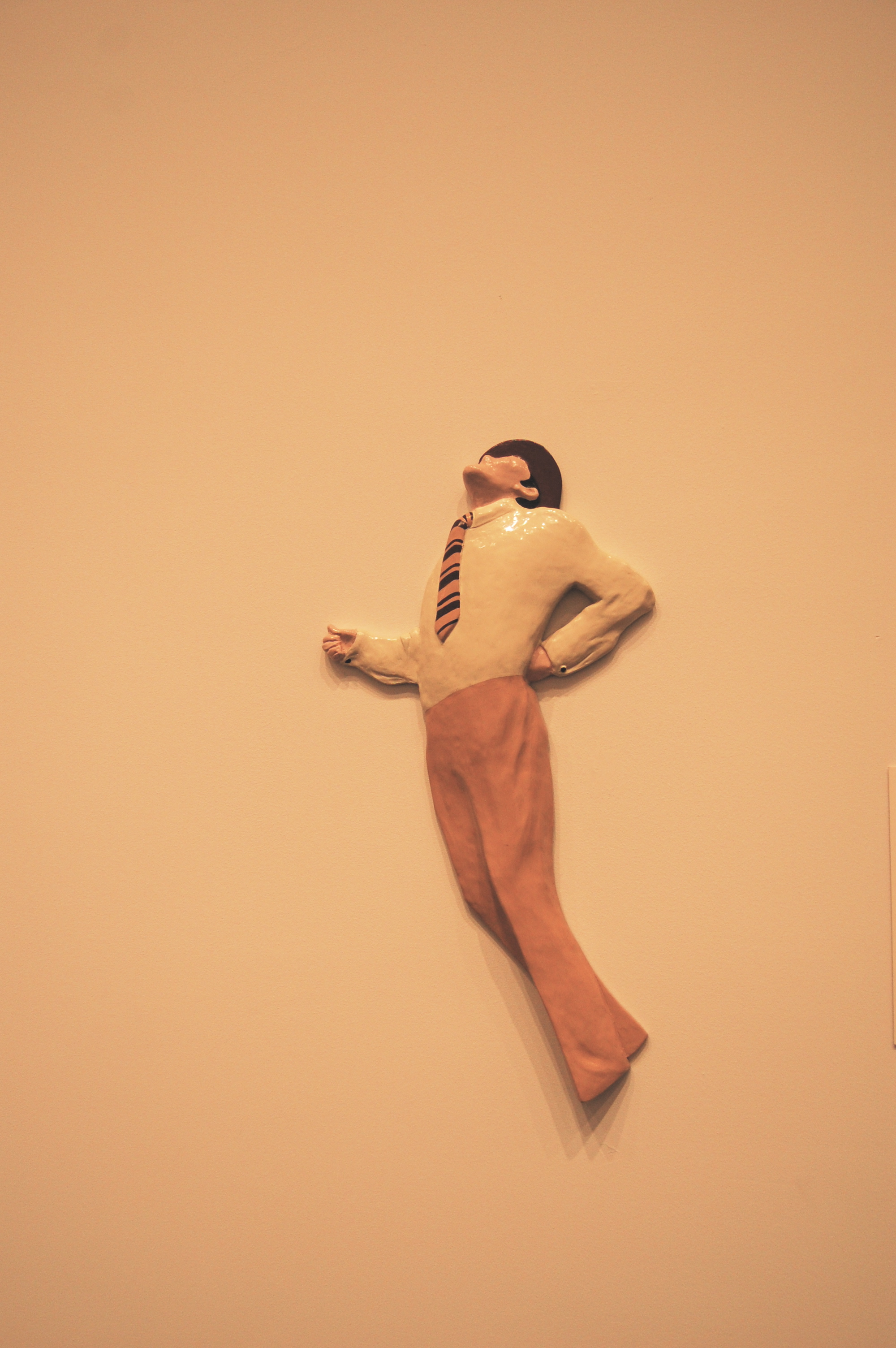
Robert Longo, The American Soldier, 1977 The Pictures Generation, 1974-1984, aa The Metropolitan Museum of Art

The Pictures Generation, 1974-1984 est une exposition qui s'est déroulée du 29 avril au 2 août 2009 au Metropolitan Museum of Art (MET) de New York. Le nom vient de Pictures, une exposition organisée par le critique d'art Douglas Crimp en 1977, à la galerie Artists Space de New York. Dans son catalogue pour l'expo de 1977 puis dans l'essai plus élaboré de 1979 publié dans la revue Octobre, Crimp définit un cadre pour décrire les thèmes communs dans le travail des cinq artistes présentés. En général, ces artistes ont un intérêt dans la représentation des images et aux références à des médias de masse qu'ils ont exploré à travers les “processus de citation, l'attente, l'encadrement et la mise en scène.”
L'exposition du MET organisée par Douglas Eklund, montre, en se plaçant trois décennies plus tard, qu'il est évident que les constats de Crimp décrivent une sensibilité largement partagée chez les artistes des années 1970 et 80. L'exposition et le catalogue qui l'accompagne cherchent à raconter l'histoire de cette "génération des images" et explorent les façons dont ces artistes ont développé leur approche de l'art. Dans l'essai du catalogue, Elkund se concentre sur trois communautés où les artistes ont partagé et affiné les concepts de la «Pictures Generation» : La California Institute of the Arts (CalArts) à Los Angeles, Hallwalls à Buffalo et Artists Space
The Pictures Generation n'était pas la première exposition majeure consacrée à ces artistes en tant que groupe distinct, mais elle est la première à se concentrer uniquement sur cette cohorte d'un point de vue académique. A Forest of Signs: Art in the Crisis of Representation, une exposition de 1989 au Musée d'Art Contemporain de Los Angeles a examiné le travail des artistes américains et américaines nées entre 1944 et 1956, qui ont utilisé l'imagerie des médias de masse. En 1989 également, Image World: Art and Media Culture, une exposition au Whitney Museum of American Art, a examiné le rôle de l'imagerie des médias de masse dans l'art contemporain des années 1950 aux années 1980, en présentant les artistes de The Pictures Generation  dans un rôle de premier plan
Les artistes de l'exposition au MET comprenaient des vedettes de l'art des années 1980 comme Cindy Sherman, Barbara Kruger, Louise Lawler, Robert Longo, David Salle, Richard Prince, Jack Goldstein et Sherrie Levine, avec des artistes contemporains moins connus tels que Troy Brauntuch et Michael Zwack. L'exposition a présenté également une partie des artistes prédécesseurs, comme John Baldessari et Allan McCollum. Les artistes de l'expo de Crimp en 1977 sont Troy Brauntuch, Jack Goldstein, Sherrie Levine, Robert Longo et Philip Smith. Pour son catalogue de 1979, Crimp a supprimé Philip Smith et ajouté Cindy Sherman
Avec le temps, d'autres auteurs ont soutenu que des artistes qui ne sont pas inclus dans l'exposition du Metropolitan Museum of Art, tels que Eric Fischl et Julian Schnabel, faisaient partie de ce groupe. Norman Rosenthal, le commissaire de la rétrospective de Schnabel en 2011, au Musée Correr à Venise, fait référence à cet artiste comme  "chef de file et outsider de la soi-disant Pictures Generation". Gary Indiana a proposé d'autres artistes comme faisant partie de ce groupe malgré l'exclusion de leur travail de l'exposition du MET, comme Walter Robinson par exemple
Quelques artistes regroupés sous la catégorie Pictures Generation, comme Sherrie Levine et Richard Prince, ont été impliqués dans des litiges relatifs à leur appropriation des contenus protégés par la propriété intellectuelle, notamment le droit d'auteur.

## Les artistes dans l'exposition du  Metropolitan Museum of Art
- John Baldessari
- Ericka Beckman
- Dara Birnbaum
- Barbara Bloom
- Eric Bogosian
- Glenn Branca
- Troy Brauntuch
- James Casebere
- Sarah Charlesworth
- Rhys Chatham
- Charles Clough
- Nancy Dwyer
- Jack Goldstein
- Barbara Kruger
- Louise Lawler
- Thomas Lawson
- Sherrie Levine
- Robert Longo
- Allan McCollum
- Paul McMahon
- MICA-TV (Carole Ann Klonarides & Michael Owen)
- Matt Mullican
- Richard Prince
- David Salle
- Cindy Sherman
- Laurie Simmons
- Michael Smith
- James Welling
- Michael Zwack